# أسطورة باغر فانس
أسطورة فانس شيال هو فيلم من إخراج الأميركي روبرت ردفورد وبطولة ويل سميث ومات ديمون وتشارليز ثيرون وفور نزوله في السنميا هاجم الفيلم من العديد من النقاد الأميركيين الأفارقة مستنكرين استخدم كلمة «زنجي السحري» ووصفت بعض وسائل الإعلام الرئيسية فيلم بأنه معيب وعنصري وغير مسؤول

## القصة
محاولات لاعب الجولف التدريجية لاستعادة مستواه وحياته بمساعدة من فتى غامض.

## وصلات خارجية
- أسطورة باغر فانس على موقع IMDb (الإنجليزية)
- أسطورة باغر فانس على موقع ميتاكريتيك (الإنجليزية)
- أسطورة باغر فانس على موقع روتن توميتوز (الإنجليزية)
- أسطورة باغر فانس على موقع نتفليكس (الإنجليزية)
- أسطورة باغر فانس على موقع قاعدة بيانات الأفلام العربية
- أسطورة باغر فانس على موقع ألو سيني (الفرنسية)
- أسطورة باغر فانس على موقع Turner Classic Movies (الإنجليزية)
- أسطورة باغر فانس على موقع أول موفي (الإنجليزية)
- أسطورة باغر فانس على موقع بوكس أوفيس موجو (الإنجليزية)
- أسطورة باغر فانس على موقع فيلمافينيتي (الإسبانية)

1. 1 2 3 4 5 6 7 8  وصلة مرجع: http://www.ofdb.de/film/12962,Die-Legende-von-Bagger-Vance. الوصول: 8 أبريل 2016.
2. 1 2 3  وصلة مرجع: http://stopklatka.pl/film/nazywal-sie-bagger-vance. الوصول: 8 أبريل 2016.
3. 1 2 3 4 5 6 7 8 9 10  وصلة مرجع: http://www.imdb.com/title/tt0146984/fullcredits. الوصول: 8 أبريل 2016.
4. ↑  وصلة مرجع: http://www.allocine.fr/film/fichefilm_gen_cfilm=27444.html. الوصول: 8 أبريل 2016.
5. 1 2 3 4  مذكور في: قاعدة بيانات الأفلام التشيكية السلوفاكية. لغة العمل أو لغة الاسم: التشيكية. تاريخ النشر: 2001.